# Кирибати (народ)
Кирибати или Гилбертијанци, Кирибаћани представљају микронежанску етничку групу која живи углавном на острвима Кирибати. Има их око 100.000. Говоре властитим гилбертијанским језиком.